# Meyra
Die Meyra GmbH ist ein deutsches Unternehmen mit Sitz in der Stadt Porta Westfalica im Kreis Minden-Lübbecke, Nordrhein-Westfalen und ein Tochterunternehmen der Meyra-Gruppe. Sie gehört zu den Marktführern im Segment der Premium-Rollstühle. Das Unternehmen betreibt die Produktion und den Vertrieb von Rollstühlen und Rehabilitationsmitteln jeglicher Art für Behinderte, Senioren und Menschen mit eingeschränkter Mobilität. Die Artikel gelangen im häuslichen Bereich, in Kliniken, Pflegeheimen und sonstigen Institutionen zum Einsatz.

## Geschichte
Das Unternehmen Meyra wurde 1936 in Vlotho von Wilhelm Meyer gegründet. Er betrieb zunächst eine Schlosserei und Werkstatt für Krankenfahrzeuge. Ab 1937 entstanden motorisierte Krankenfahrstühle. Bis zum Ende des Zweiten Weltkrieges hatte er schon zwanzig Mitarbeiter. Die Produktion stieg aufgrund der Kriegsfolgen nun sprunghaft an; 1948 entwickelte Wilhelm Meyer zusammen mit Ernst Hoberg den motorgetriebenen Meyra 48; später verlegte er sich aus Umwelt- und Gesundheitsrücksichten auf elektrische Antriebe bei Rollstühlen und verzichtete hier auf Verbrennungsmotoren.
In den Fünfzigern baute das Unternehmen die ersten Kleinwagen und stattete die Fahrzeuge mit Polyesterkarosserien aus. Dieses Vorhaben stieß auf solch großen Anklang, dass die Bayer-Werke in Leverkusen auf der Hannover Messe den Kleinwagen „Meyra 200“ präsentierten. Kurz darauf ging das erste in Serie gefertigte Kunststoffauto in Produktion. Auf allen Industrie- und Automessen war der „Meyra 200-2“ ein Publikumsmagnet. Auf dem Markt konnte er sich jedoch nicht durchsetzen, so dass die Produktion wieder eingestellt wurde.
In den folgenden Jahrzehnten weitete sich die Produktpalette des Unternehmens Meyra immer weiter aus. 1964 wurde die Offenbacher Firma Petri + Lehr (inzwischen in 63128 Dietzenbach ansässig) gekauft. 1972 wurde eine Tochterfirma in den Niederlanden gegründet. Da der bisherige Stammsitz in Vlotho für eine weitere Expansion nicht ausreichte, wurde 1982 ein Grundstück in Kalldorf erworben, um dort eine neue Verwaltungs- und Produktionsstätte zu errichten. Der Standort Vlotho wurde schließlich aufgegeben und der Sitz des Unternehmens nach Kalldorf verlegt.
Nach dem Fall der Mauer und dem Kauf der Firma Ortopedia 1992 vergrößerten sich Unternehmen und Absatzgebiete nochmals entscheidend. 1995 wurden Tochtergesellschaften in Ungarn, Polen und Dänemark gegründet und das Unternehmen Catanaves in Spanien übernommen. Im Jahre 2000 starb der Firmengründer Wilhelm Meyer und sein Sohn Wilhelm Meyer jun. (geb. 1940) übernahm den Betrieb. Um die Jahrtausendwende hatte das Unternehmen Meyra etwa 1200 Mitarbeiter und galt als europäischer Marktführer auf dem Gebiet der Mobilitätshilfsmittel. 2001 wurde die Tochtergesellschaft CIS (GUS) gegründet. Im Jahre 2006 starb Wilhelm Meyer jun. und sein Sohn Frank Meyer (geb. 1969) führte ab 2006 das Familienunternehmen fort. 2006 erfolgte eine Vereinigung der Unternehmensgruppe, um unter dem Namen Meyra-Ortopedia gemeinsam am Markt aufzutreten.
Im März 2013 meldete das Unternehmen Meyra-Ortopedia Insolvenz an. Im September 2013 übernahm der bisherige Mitbewerber Medort aus dem polnischen Lodz das Unternehmen und führte es als Tochtergesellschaft unter dem Namen Meyra GmbH fort. Mit dieser Übernahme endete auch die Geschichte der Firma Meyra als Familienunternehmen. Medort wiederum gehört mehrheitlich dem polnischen Private-Equity-Fonds Avallon, ebenfalls mit Sitz in Lodz. Durch den Kauf der Richter Reha Technik aus Thurnau im April 2016 wurde der Marktanteil im E-Rollstuhlsegment ausgebaut. Avallon verkauft die Meyra-Gruppe Ende des Jahres 2019 an den US-Investor „HIG Capital“.
2024 verlegte die Firma Meyra ihren Sitz von Kalldorf nach Porta Westfalica.
Dokumente zur Unternehmensgeschichte sind in der Firmenschriftensammlung des Deutschen Museums archiviert.

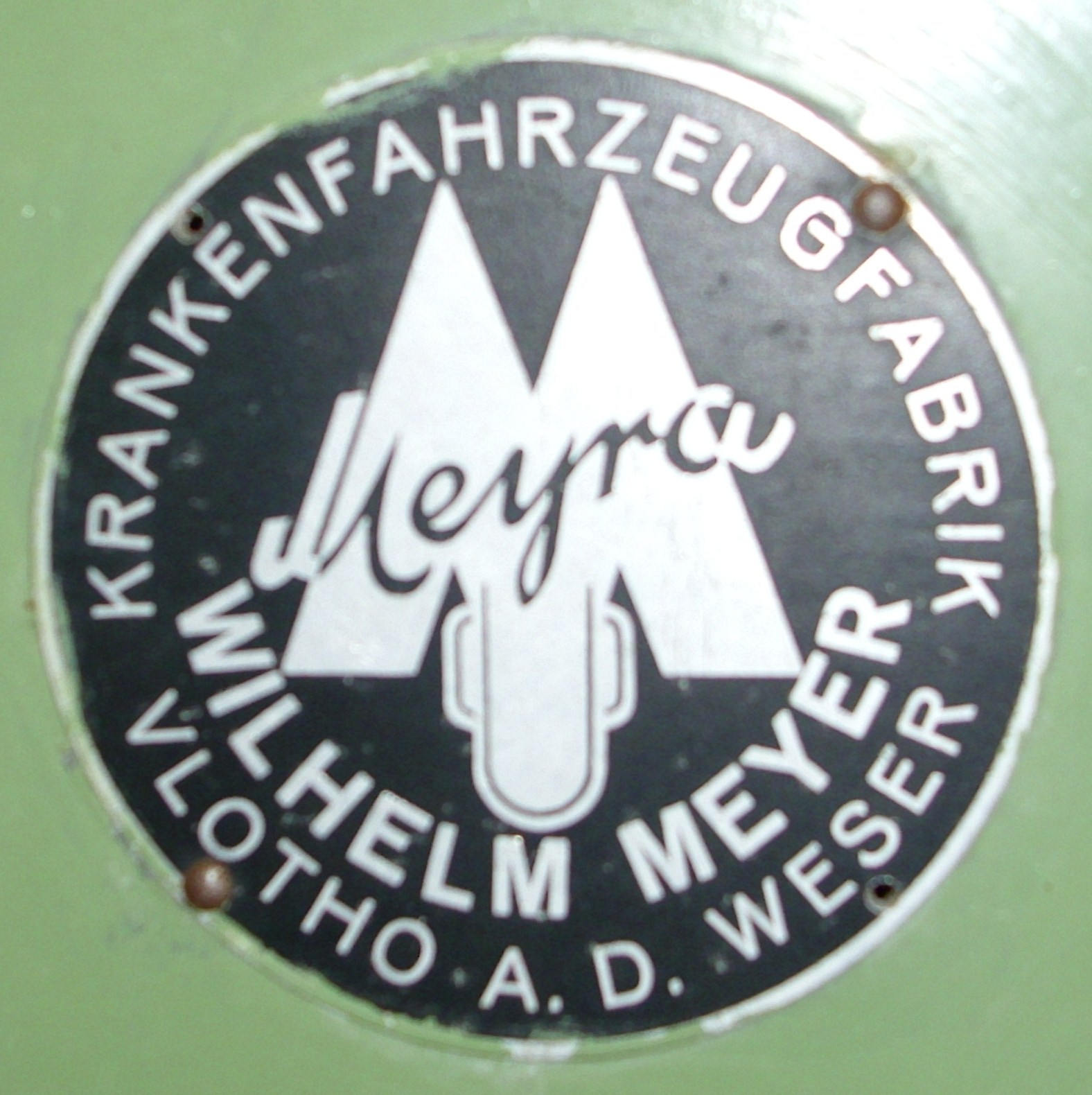
Emblem an einem alten Fahrzeug
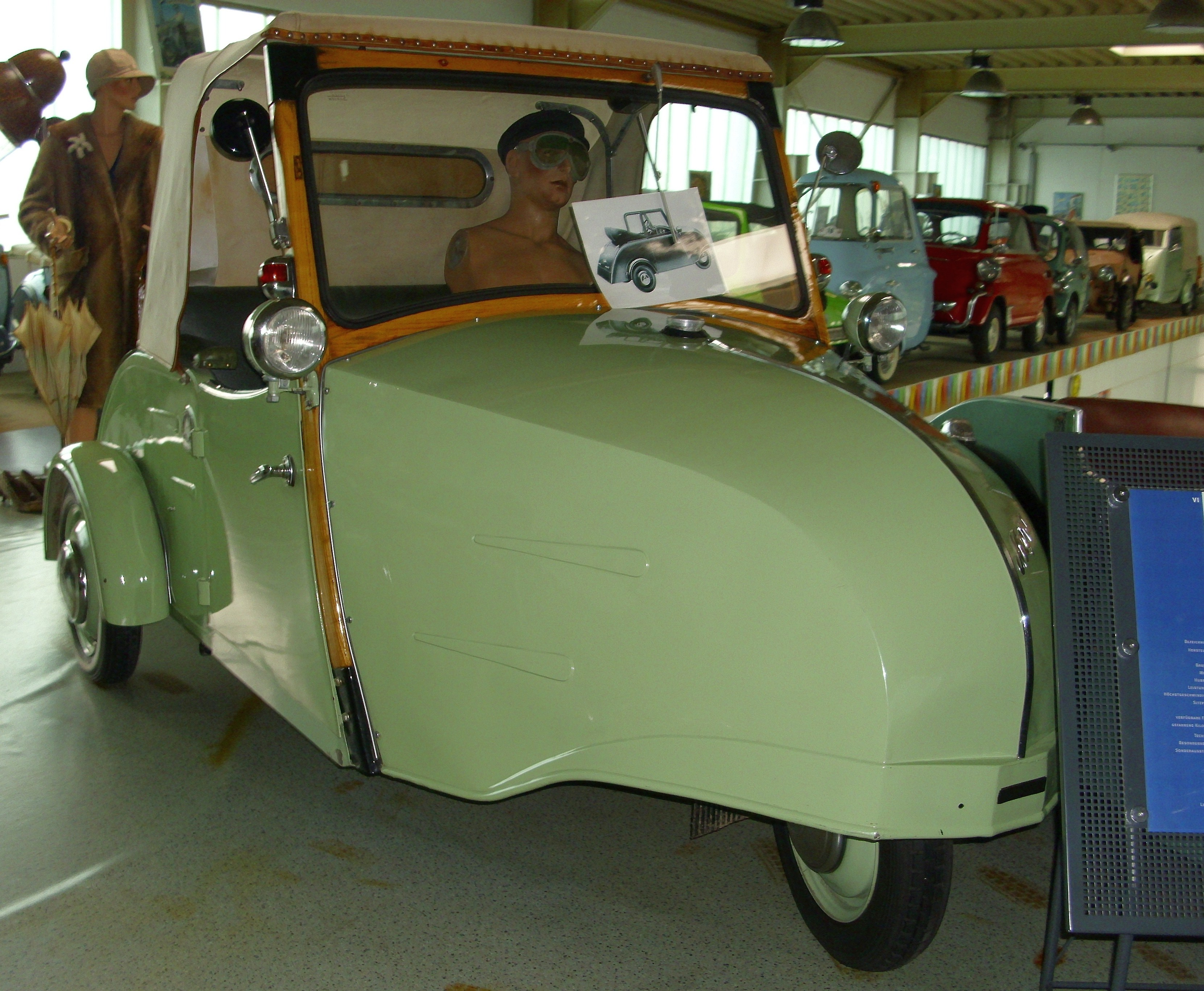
Meyra Modell 55 von 1953
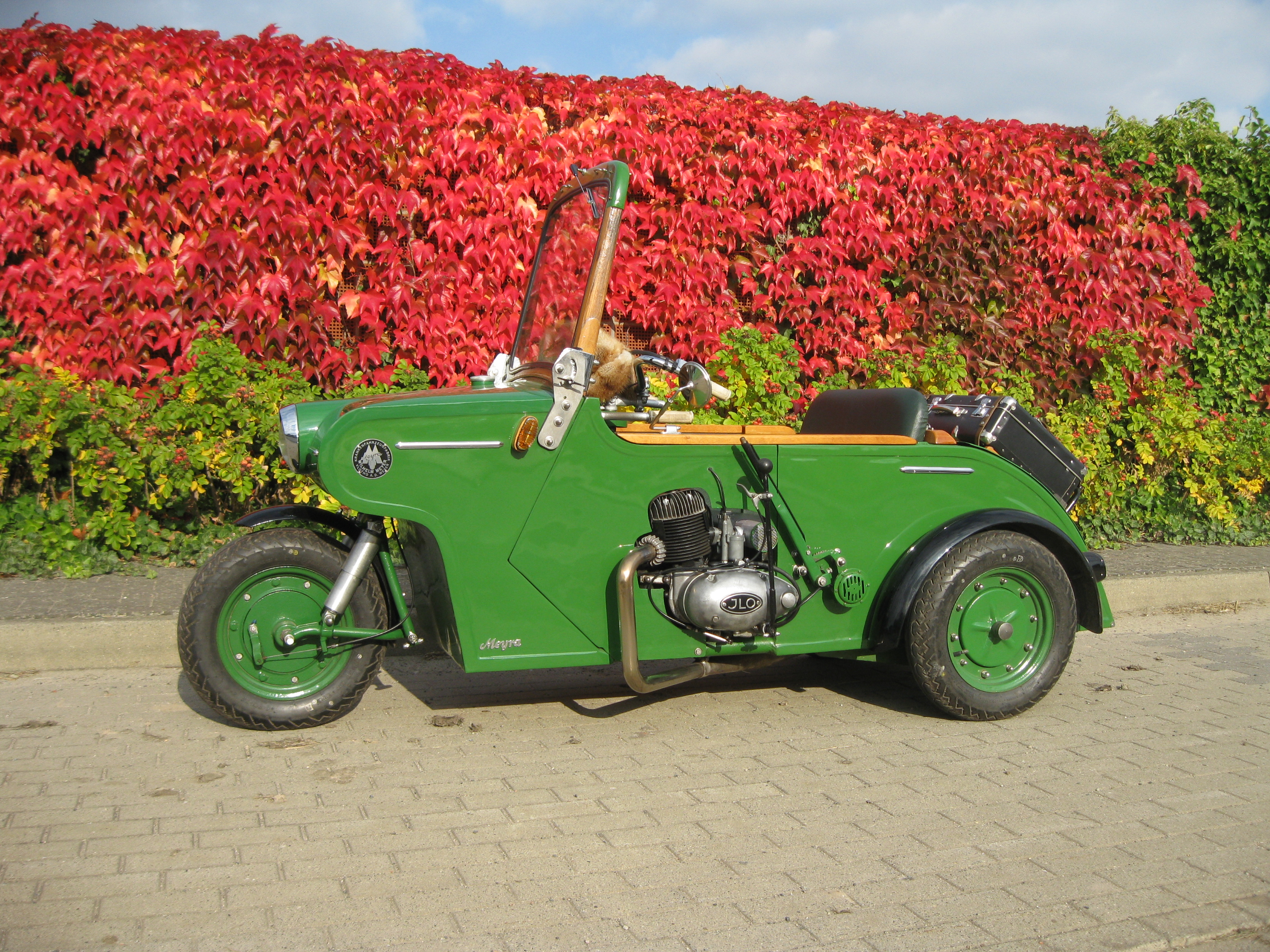
Meyra Motorwagen von 1956
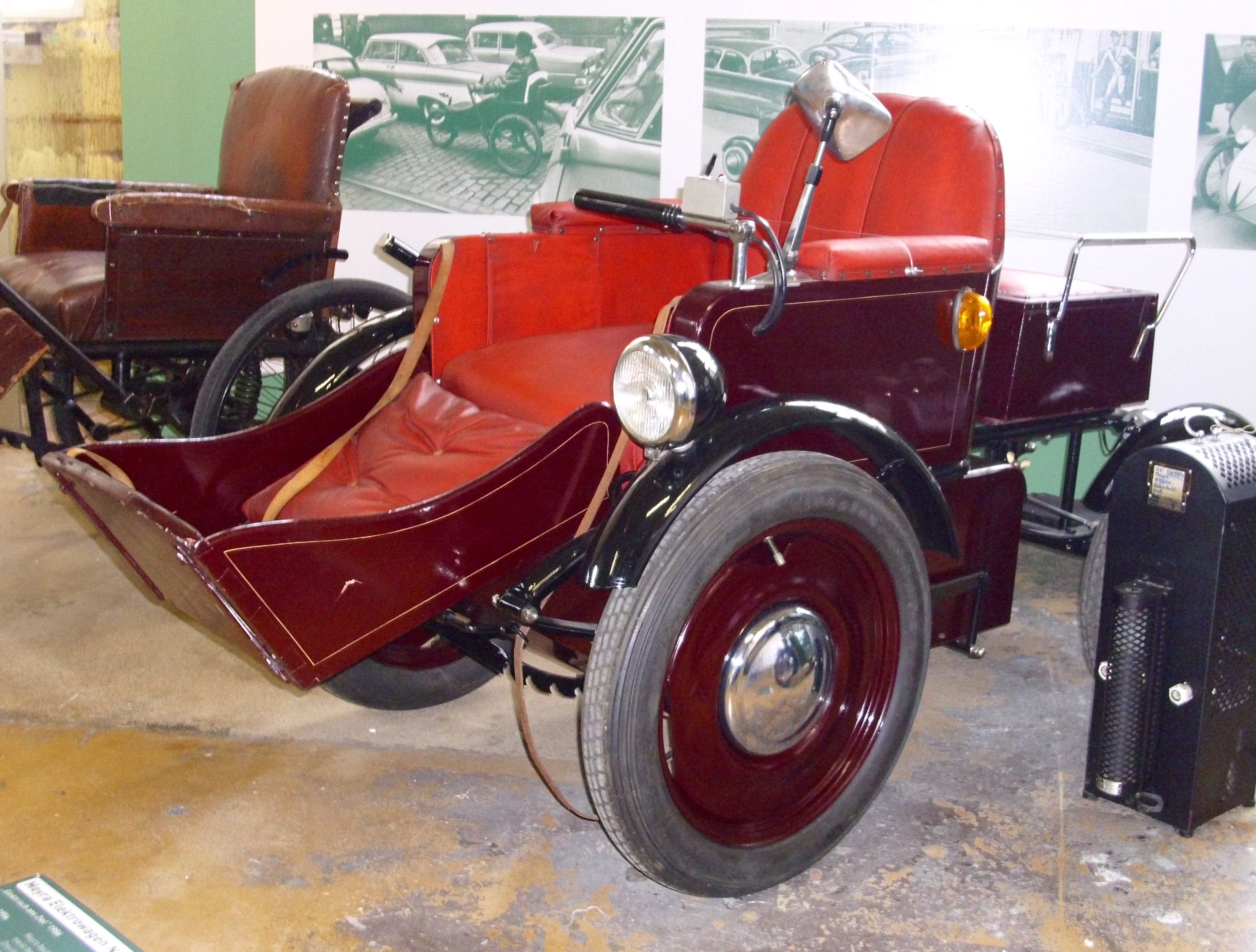
Meyra Modell E 37 von 1956
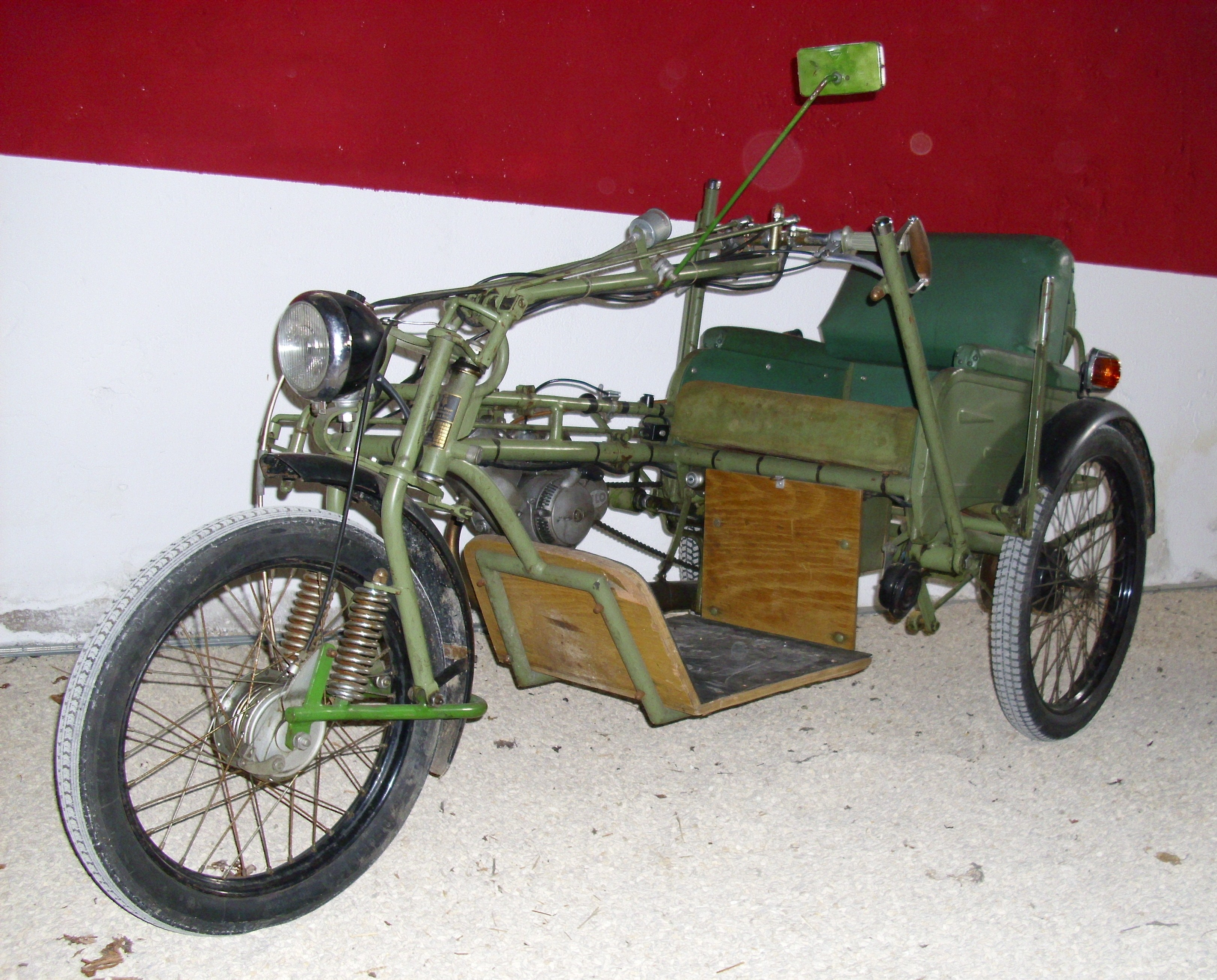
Meyra Modell 25 von 1966